# Eusebios z Nikomédie
Eusebios z Nikomédie († 341) byl jeden z nejvlivnějších křesťanských biskupů první poloviny 4. století a jeden z hlavních představitelů ariánství. Působil v maloasijské Nikomédii, tehdy sídelním městě římských císařů ve východní polovině římské říše.
Eusebios byl nejprve biskupem v Berytu (dnešní Bejrút) ve Fénicii, později v letech asi 318–339 v Nikomédii a posléze přesídlil do Konstantinopole, kde v letech 339 až 341 zastával úřad patriarchy. Těžil ze svého vlivu na císaře Constantina I. a na jeho syna, Constantia II., s nimiž byl vzdáleně spřízněný. Sám pak před smrtí pokřtil císaře Constantina v květnu 337.
Jak uvádí Areios i historik Filostorgios, Eusebios byl žákem Lúkiana z Antiochie. Na Prvním nikajském koncilu (325) se zasazoval, aby nebyl odsouzen Areios. Zde také formálně podepsal Nicejské vyznání, avšak krátce nato byl poslán do exilu. Z něj byl kvůli svému vlivu na císařovu sestru Constantii brzy povolán zpět. Nadále se systematicky zasazoval ve prospěch Areia a ariánů v alexandrijské diecézi. Během svého působení v Konstantinopoli pokřtil Góta Wulfilu, křesťanského misionáře mezi Germány a překladatele Bible do gótštiny.
Bývá často zaměňován se svým současníkem téhož jména, Eusebiem z Kaisareie.